# Street Hunter – Eine gnadenlose Jagd
Street Hunter – Eine gnadenlose Jagd (Originaltitel: Rescue Me) ist eine US-amerikanische Actionkomödie aus dem Jahr 1992. Der Film ist vornehmlich für ein jugendliches Publikum bestimmt und wurde von Cannon Films produziert.

## Handlung
Fraser (Stephen Dorff) ist ein pubertierender jugendlicher Halbwaise, der seinen Vater im Krieg verloren hat. Gutaussehend und doch unbeachtet von seinem Schwarm Ginny (Amy Dolenz), einer Bankierstochter, verfolgt er sie unbemerkt mit seiner Kamera und schießt Schnappschüsse und Porträts von ihr. Unabsichtlich erfährt er von einer Verabredung mit ihr und einem Schönling aus der Schule. Er nimmt die Gelegenheit wahr und erreicht rechtzeitig den Treffpunkt. 
Während er vor Ort und gut versteckt wartet, darf Fraser sich unweigerlich seine Zeit mit Schnappschüssen vertreiben, die er zwischen ein paar Ganoven macht. Offensichtlich findet ein illegaler Austausch von Geld und Waren statt. Als Ginny mit ihrem Freund in den Ort des Geschehens gerät, bricht ein heilloses Durcheinander aus und es werden Waffen gezogen. Fraser wird zum einzigen unsichtbaren Zeuge, als Ginny von zwei der Ganoven aus dem Cabrio des Freundes gezerrt und verschleppt wird. Der Freund des Mädchens sucht unterdessen das Weite.
Fraser entwickelt die geschossenen Schnappschüsse und arrangiert ein Treffen mit dem übriggebliebenen Ganoven Mac (Michael Dudikoff). Er setzt ihn mit den Fotos unter Druck und zwingt ihn, sich mit ihm zusammen auf die Suche nach Ginny zu begeben. Die Ganoven haben unterdessen den Vater des Mädchens kontaktiert und wollen nun Lösegeld erpressen. Während die Polizei im Dunkeln tappt, sind die beiden schon auf Macs Motorrad auf dem Weg, um die Spur der Ganoven zu verfolgen.
Der Film schaltet in das Genre eines Roadmovies, und Mac und Fraser erleben ein paar Abenteuer auf dem Weg zu Ginny. So finden sie sich unter anderem in einem Bordell wieder und führen  mehr oder weniger ernste Unterhaltungen über Liebe und Krieg. Am Ende des Filmes erkennt Fraser eine Vaterfigur in Mac und gibt Ginny, die sich nach der spektakulären Rettung plötzlich doch für den Jungen interessiert, den Laufpass. Das von den Ganoven erbeutete Geld, welches zu Anfang des Filmes ausgetauscht worden ist, wird zum Teil von Mac für die Schulgebühren und Ausbildung von Fraser "gespendet".

## Kritik
„Ein Road-Movie mit hübschen Reisebildern, einigen anrührenden Momenten und wenig Spannung – weit entfernt von filmischer Überraschung und dem deutschen Verleihtitel.“